# Estación de La Trinidad
La Trinidad será una estación de la línea 2 del Metro de Málaga situada próxima al tradicional barrio de La Trinidad, en pleno centro del distrito Bailén-Miraflores. Se emplazará en la calle Eugenio Gross a la altura de la avenida de San Sebastián y calle Cataluña.